# Mnich (Hohe Tatra)

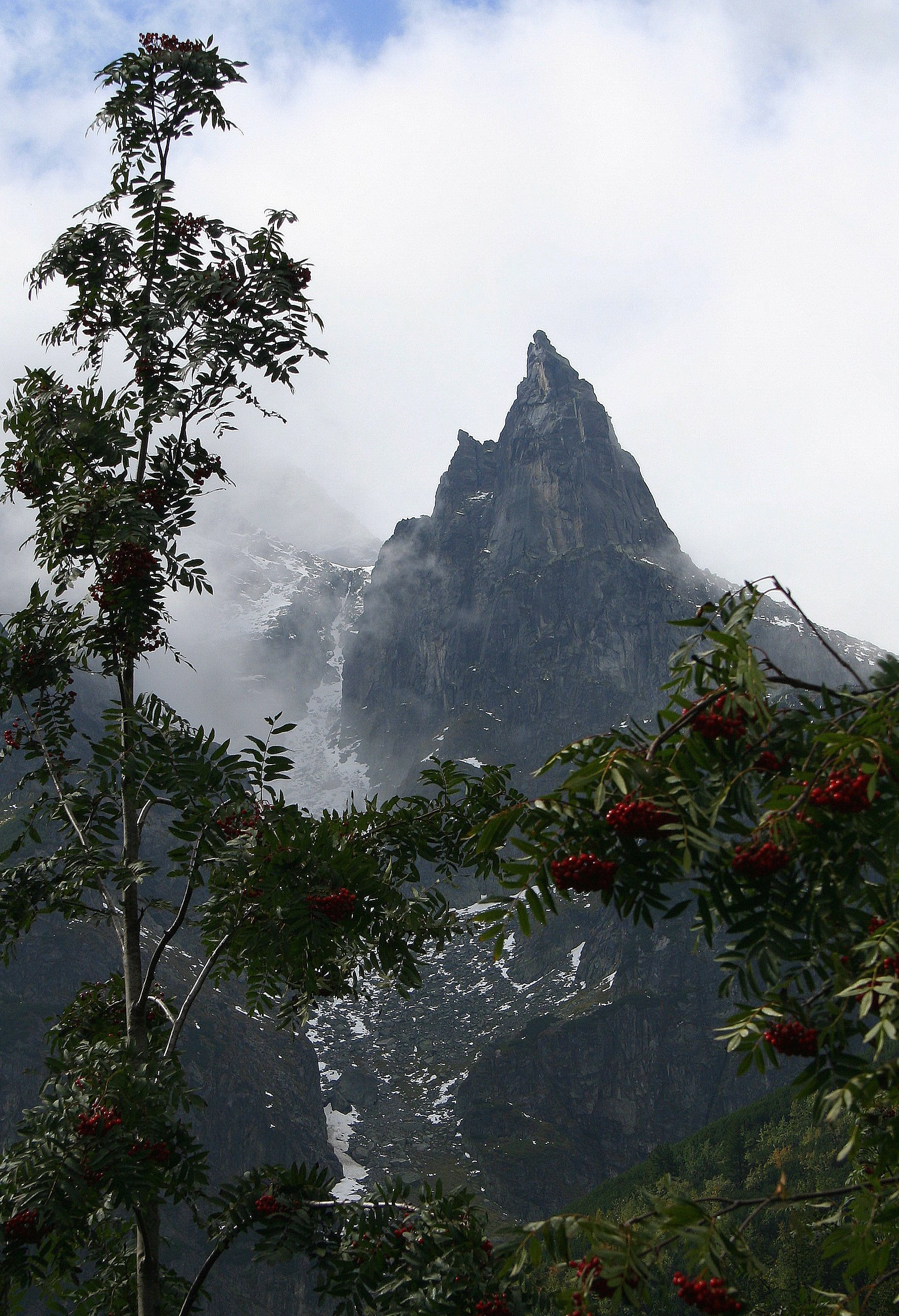
Mnich im Herbst

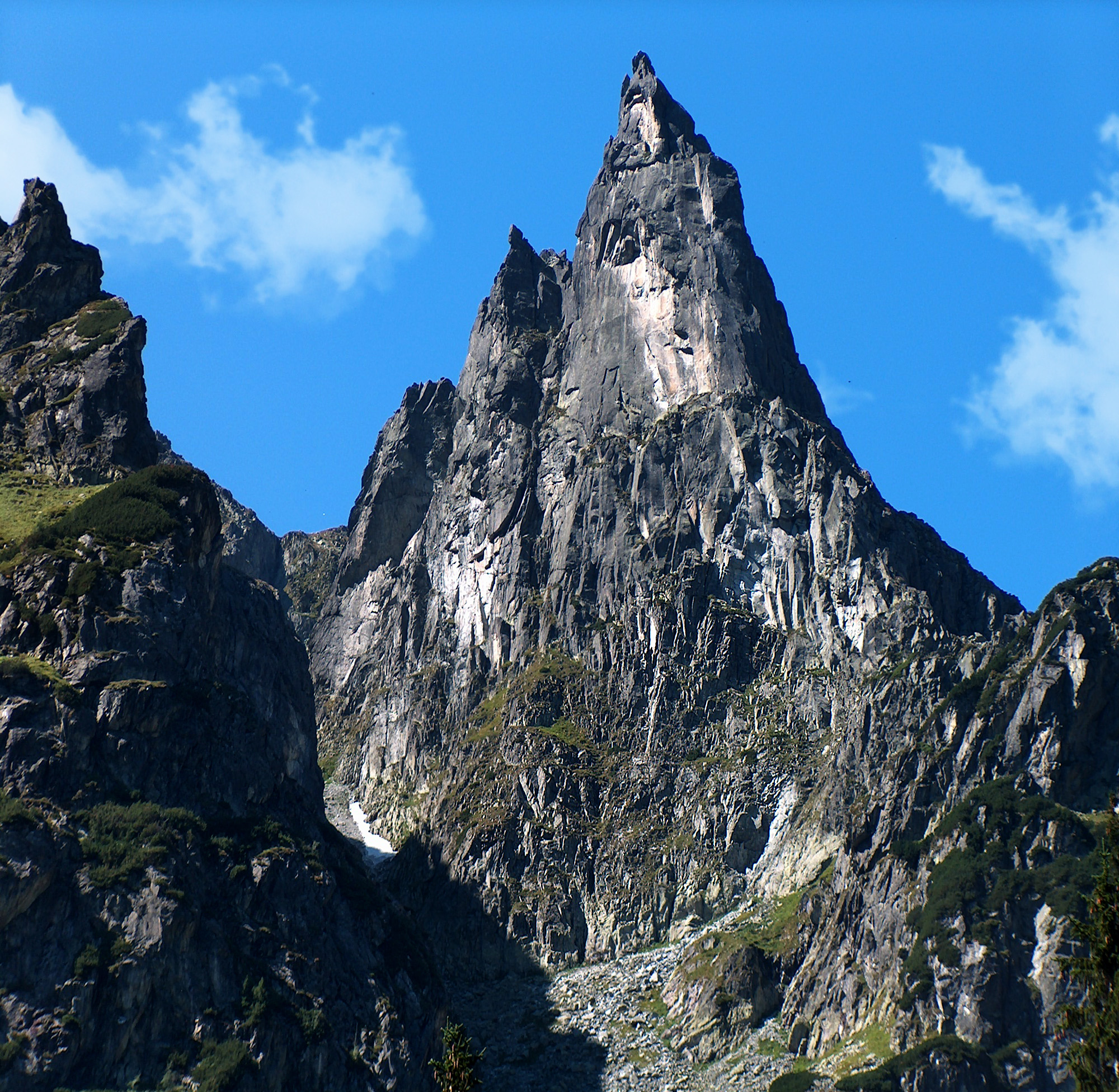
Bergspitze

Der Mnich (deutsch Mönch) ist ein Berg in der polnischen Hohen Tatra mit 2068 m n.p.m. Er ist aufgrund seiner spitzen Form einer der bekanntesten und bei Kletterern beliebtesten Berge in Polen. Von seinem Gipfel bietet sich einer der schönsten Rundblicke in der Tatra, der weit über das Tal Dolina Rybiego Potoku reicht, in dem er liegt. Südlich von ihm liegt der ähnlich gebaute, jedoch weniger spektakuläre Zadni Mnich.
Die Bergspitze besteht aus drei Gipfeln: dem Hauptgipfel, dem Mniszek (2045 m) und dem Ministrant.

## Lage und Umgebung
Unterhalb des Gipfels liegt der Bergsee Meerauge. Der Bergpass Niżnią Mnichową Przełączką trennt ihn von dem Gipfel der Mnichowa Kopa. Im Berg auf einer Höhe von ca. 1900 befinden sich zahlreiche Höhlen: Studnia w Mnichu, Jaskinia przy Studni w Mnichu, Mnichowy Komin und Studnia przy Mnichowym Kominie.

## Etymologie
Der polnische Name Mnich lässt sich als Mönch übersetzen. Die Gipfelform erinnerte die Góralen an die scharfe Spitze einer Mönchskapuze. Der Name wurde 1721 zum ersten Mal urkundlich nachweisbar von Gabriel Rzączyński gebraucht. Andere Gipfel in der Hohen Tatra, die eine ähnliche Form aufweisen, sind nach ihm bekannt: Zadni Mnich, Żabi Mnich und Roztocki Mnich. 

## Flora und Fauna
Trotz seiner Höhe besitzt der Mönch eine bunte Flora und Fauna. Es treten zahlreiche Pflanzenarten auf, insbesondere hochalpine Blumen und Gräser. Neben Insekten und Weichtieren sowie Raubvögeln besuchen auch Murmeltiere und Gämsen den Gipfel.

## Kultur
Der Mnich ist fester Bestandteil der polnischen Folklore, ähnlich dem Matterhorn in der Schweiz. Er ist Gegenstand zahlreicher Gedichte, Legenden und Filme.

## Besteigungen
Erstbesteigungen:
- Sommer – Jan Gwalbert Pawlikowski und Maciej Sieczka stiegen 1879/1880 auf den Mnich, womit sie den Alpinismus in der Hohen Tatra einläuteten
- Winter – Henryk Bednarski, Jerzy Cybulski, Walery Goetl, Józef Lesiecki, Leon Lorii und Stanisław Zdyba und Wawrzyniec Żuławski am 6. März 1910

Nach der deutschen Besetzung Polens brachten die Nazis 1941 ein großes hölzernes und von weitem sichtbares Hakenkreuz auf der Nordwand an. Die Bergsteiger Łapiński und Paszucha lösten bei einer Klettertour die Ketten, so dass es beim nächsten Sturm herabfiel.

## Tourismus
Der Mnich ist bei Kletterern ein äußerst beliebter Gipfel, insbesondere seine fast 700 Meter hohe Nordwand. Es führen jedoch keine markierten Wanderwege auf den Gipfel. Als einfachster Aufstieg gilt die Südwand vom Tal Dolina za Mnichem, als schwierigster die Nordostwand über dem Bergsee Meerauge. Als Ausgangspunkt für eine Besteigung aus den Tälern eignet sich die Berghütte Schronisko PTTK nad Morskim Okiem.

## Belege
- Zofia Radwańska-Paryska, Witold Henryk Paryski, Wielka encyklopedia tatrzańska, Poronin, Wyd. Górskie, 2004, ISBN 83-7104-009-1.
- Tatry Wysokie słowackie i polskie. Mapa turystyczna 1:25.000, Warszawa, 2005/06, Polkart ISBN 83-87873-26-8.